# ساکورا میاواکی
ساکورا میاواکی (宮脇 咲良 Miyawaki Sakura, زادهٔ ۱۹ مارس ۱۹۹۸)، که بیشتر با نام ساکورا (انگلیسی: Sakura) شناخته می‌شود، خواننده و بازیگر ژاپنی ساکن کره جنوبی است. او حرفهٔ موسیقی خود را به عنوان عضوی از گروه اچ‌کی‌تی ۴۸ در سال ۲۰۱۱ آغاز کرد و از سال ۲۰۱۴ تا ۲۰۱۸، همزمان عضو گروه ای‌کی‌بی ۴۸ نیز بود. ساکورا وقفه‌ای در فعالیت خود در گروه اچ‌کی‌تی ۴۸ ایجاد کرد پس از اینکه در برنامه واقع‌نمای رقابتی پرودوس ۴۸ در جایگاه دوم قرار گرفت و عضو گروه کره‌ای-ژاپنی آیز*وان شد. او در سال ۲۰۲۲ یک قرارداد انحصاری با سورس میوزیک امضا کرد و عضو گروه دخترانهٔ لسرافیم شد.